# Kolín VI
Kolín VI, Štítarské Předměstí, Vejfuk, je část města Kolín v okrese Kolín. Leží mezi Kolínem II a Štítary na jihozápadě města. Vzniklo jako vilová čtvrť v meziválečném období 20. století. V roce 2011 zde bylo evidováno 154 adres. Trvale zde žije 485 obyvatel.
Kolín VI leží v katastrálním území Kolín o výměře 23,47 km2.

## Další fotografie

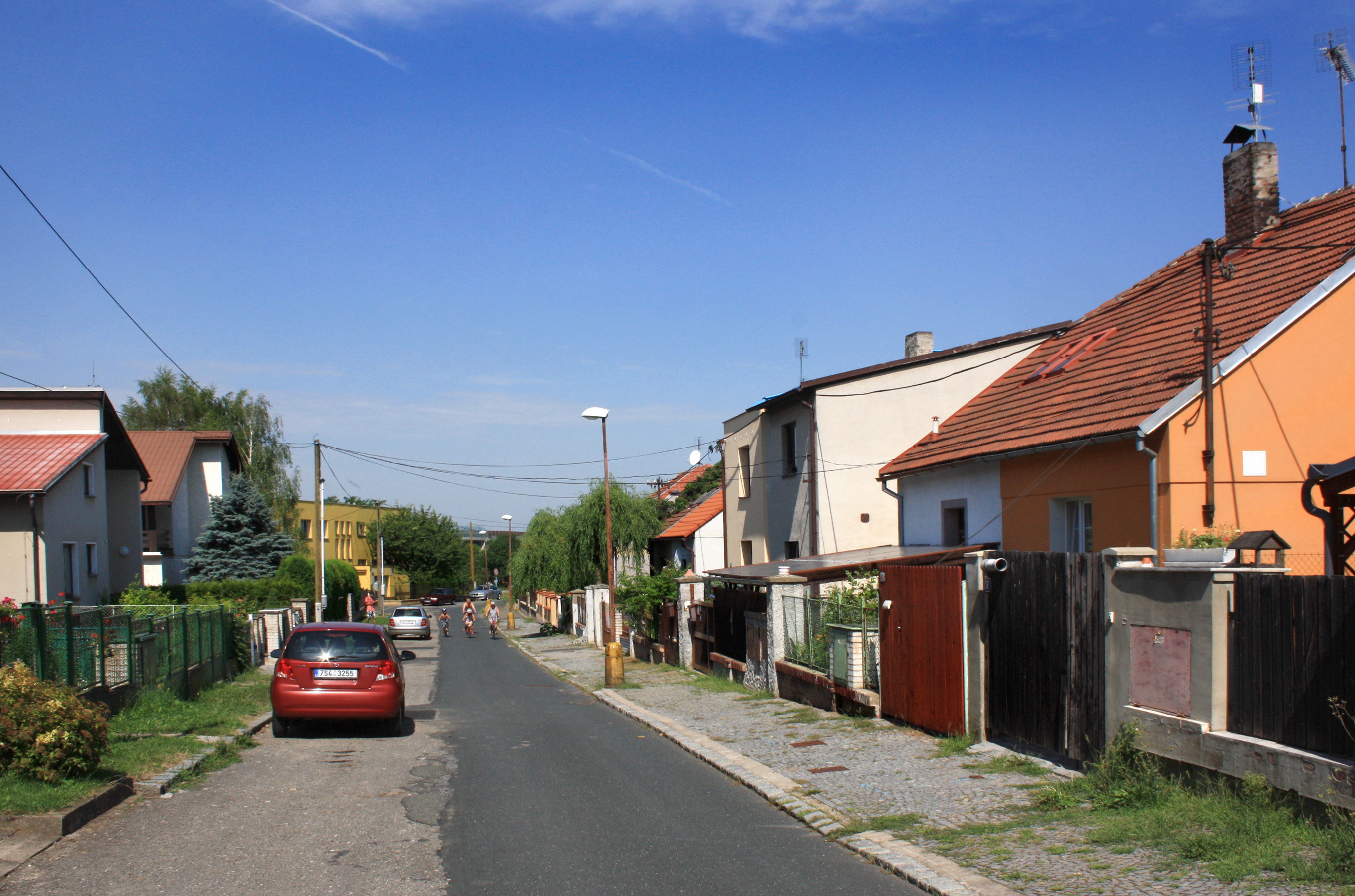
Ulice Na Svobodném
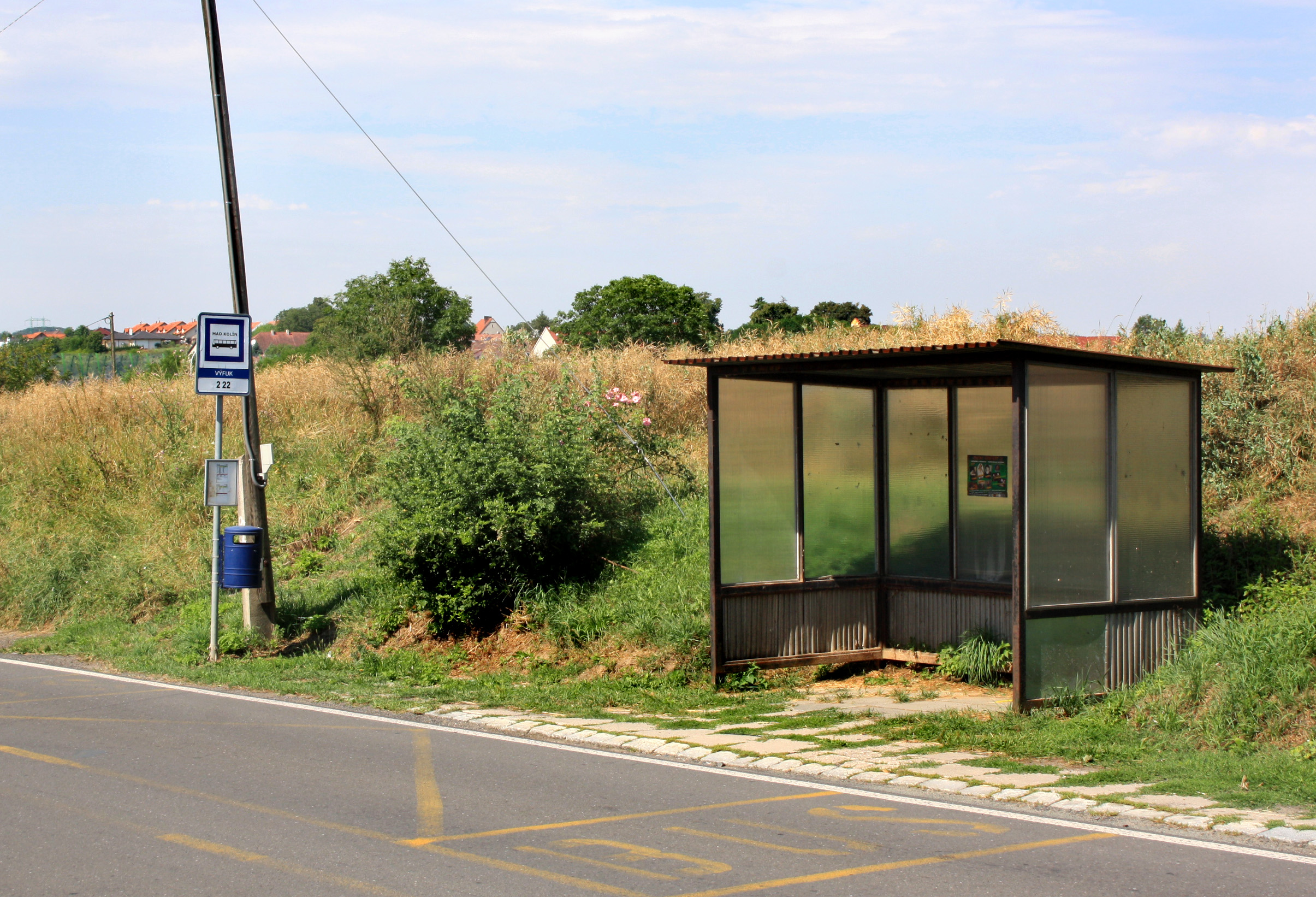
Zastávka městské dopravy
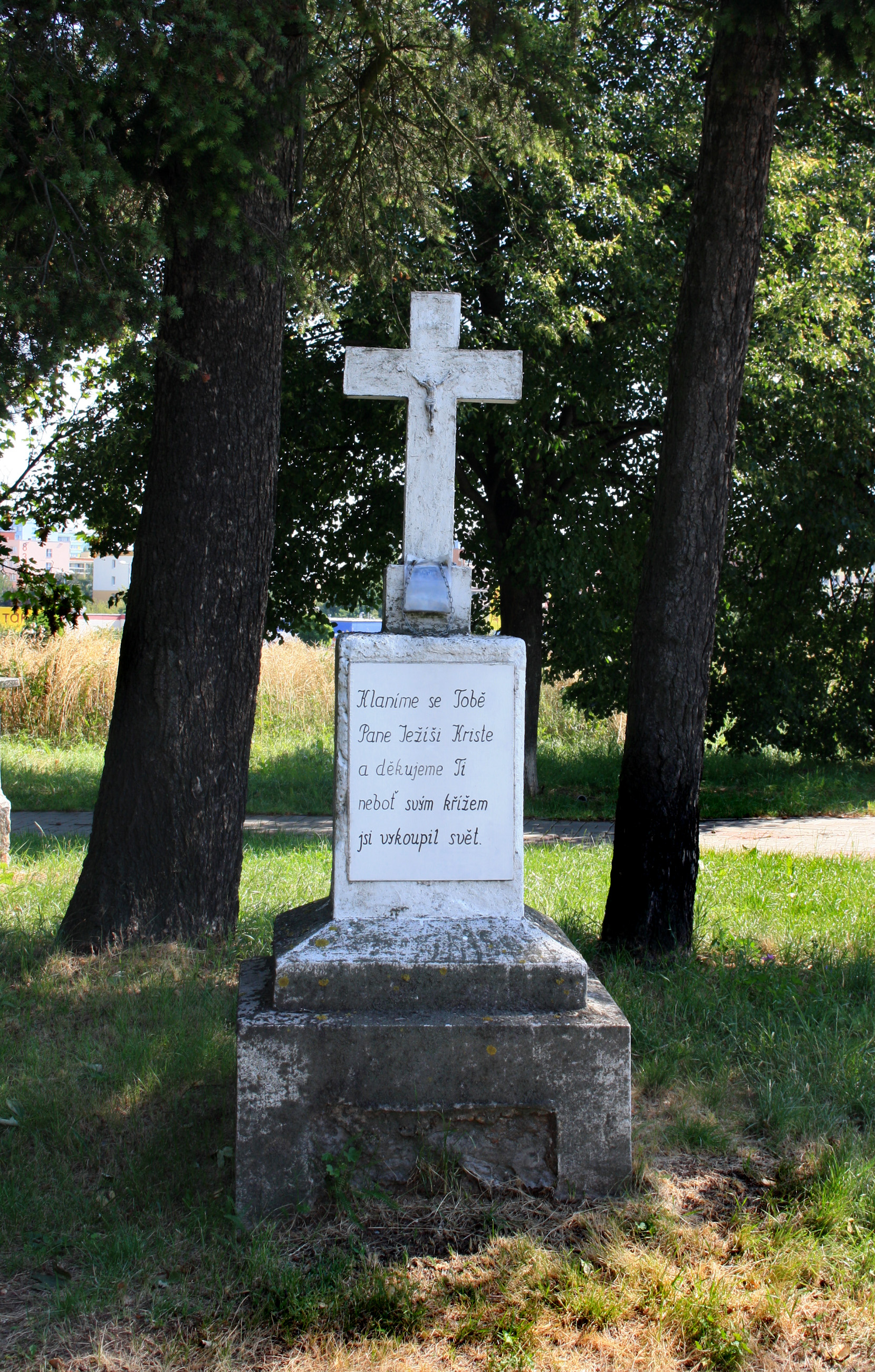
Křížek u silnice k centru Kolína